# Match moving
En cine, match moving es una técnica de efectos visuales que permite insertar gráficos creados por ordenador en un video con la posición correcta, escala, orientación y movimiento en relación con los objetos presentes en la toma. El término se usa libremente para referirse a muchas maneras de extraer información de movimiento de una película, particularmente del movimiento de cámara. Match moving está relacionado con la rotoscopia y a la fotogrametría. También es conocido como motion tracking. 	
Match moving es confundido algunas veces con captura de movimiento, que es una tecnología de hardware utilizada para registrar el movimiento de los objetos, a menudo actores, en un espacio controlado que utiliza cámaras especiales y sensores de movimiento. También es distinta a la tecnología conocida como motion control photography, la cual utiliza un brazo robótico para reproducir múltiples e idénticos movimientos de cámara. El match moving, en cambio, está normalmente basado en software y se aplica después de haber registrado el material de video de forma normal en espacios de los que no se tiene el control y con una cámara convencional.
El match moving es básicamente utilizado para rastrear el movimiento de una cámara a través de una toma de manera que un movimiento de cámara virtual idéntico pueda ser reproducido en un programa de animación 3D. Cuando los nuevos elementos animados son puestos sobre el material grabado original, estos aparecen en una idéntica perspectiva y por lo tanto simulan haber estado ahí desde un inicio.
Dado que esta técnica se basa principalmente en software; el match moving ha visto incrementada su aplicación a la par que el costo de los ordenadores ha disminuido; actualmente es una herramienta de efectos visuales bien establecida.

## Profesionales involucrados
En el proceso del match moving podemos encontrar principalmente cuatro profesionales involucrados: el supervisor de efectos especiales, el director técnico, el matchmover y el animador.
El supervisor de efectos especiales es el encargado de medir las piezas y distancias clave de la escena. También contempla los factores de la cámara (lente, distancia focal ...) y la posición de la luz. Estos datos son suficientes para que el director técnico y el animador empiecen a crear la escena.
Por otra parte, el matchmover va marcando los puntos 2D importantes del espacio, normalmente aquellos inmóviles como las esquinas de un edificio. A partir de estos puntos, el software calcula el movimiento de la cámara y se puede exportar la escena a un programa de animación 3D.
El matchmover añade la cámara animada a la escena creada por el animador y el director técnico, que es físicamente equivalente a la real y, por lo tanto, se fusionará perfectamente dando una apariencia real a la incorporación de un elemento gráfico como un monstruo, una explosión, un tatuaje ... Estos aparecerán con la perspectiva y escala adecuadas en todo momento.

## Procedimiento

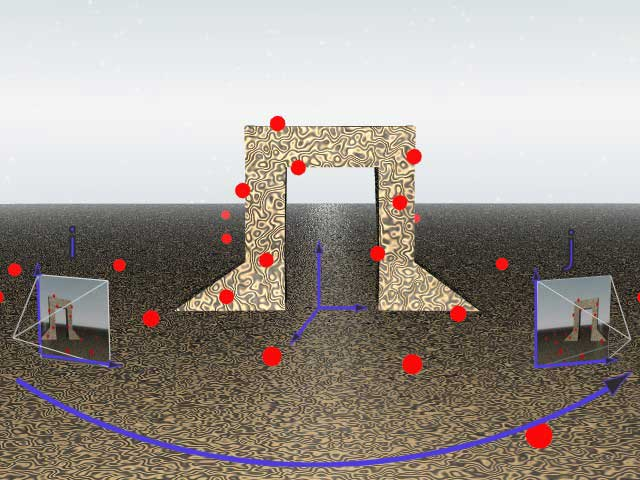
Puntos clave match moving

A partir del match moving se puede recrear un entorno 3D partiendo de un espacio 2D. Por ello se deberán analizar decenas de puntos que permitirán al software crear un escenario virtual tridimensional equivalente al original, donde se podrán aplicar máscaras y objetos con total precisión. Este proceso se compone de 4 fases.
Preparación: Una parte importante del match moving es la preparación. Esta consiste en identificar los puntos clave en el escenario de grabación e identificarlos con las llamadas "marcas de tracking". Las marcas facilitarán considerablemente la tarea de hacer la detección del movimiento de cámara, y aunque después deban eliminarse en posproducción, esto será mucho más fácil que realizar el match moving sin ningún tipo de marca.
Rastreo: Consiste en identificar características, puntos específicos de la imagen que el algoritmo del software pueda seguir a través de los diferentes cuadros. Estos puntos menudo son esquinas o puntos estables de un objeto real, y una vez rastreados establecen una serie de coordenadas que servirán para calcular la información 3D.
Calibración y nube de puntos: La calibración es el paso que consiste en recrear el movimiento de la cámara en un marco 3D. Las características de la cámara son utilizadas a la inversa que en el proceso de grabación, se consideran parámetros como la posición, la orientación, la distancia focal o la percepción de la luz para deducir la posición de cada elemento en el espacio real. Para hacer coincidir correctamente los puntos con el movimiento, a menudo se calibran los errores que pueda haber a mano, este paso es llamado refinamiento. 
Con la calibración se crea un conjunto de puntos llamado "nube de puntos" y es a partir de este que podemos convertir inversamente la imagen 2D en un modelo virtual 3D. Previamente se debe definir un plano tierra: un plano donde se sitúan la cámara y la nube y que determina la escala, la orientación y el origen de la proyección.
Reconstrucción: En esta fase es donde se crean finalmente los objetos tridimensionales sobre la escena fotografiada. A partir de aquí ya se pueden incorporar todos los elementos gráficos deseados.

## 2D vs 3D
La aplicación del match moving varía mucho dependiendo de las características de la secuencia. Si la grabación original no tiene una gran variación en términos de perspectiva de cámara, se puede realizar el trabajo a partir del plano bidimensional. En este caso el proceso será mucho menos complejo ya que será como editar una fotografía inmóvil.     En cambio, si se trata de una secuencia con movimientos y cambios de perspectiva deberemos utilizar el modelo virtual 3D y todo el procedimiento que conlleva.

## Historia
Los inicios del match moving se remontan a la creación del sistema de tracking en 2D. Curiosamente éste fue desarrollado por el departamento de defensa de los EE. UU., que lo utilizó para hacer un seguimiento de misiles.
La primera vez que fue utilizado en efectos visuales fue en 1985 por parte del New York Institute of Technology (NYIT), donde Tom Brigham y J.P. Lewis implementaron una técnica utilizada en anuncios de televisión de National Geographic. En estos anuncios aparecía una moneda de oro que viajaba en un arco, y el tracking permitió sincronizar el movimiento de la moneda con las imágenes.Tom Brigham recibió un premio de la academia en 1993 por la invención del "morphing", el método de convertir progresivamente un elemento real en otra imagen.
Más adelante Discreet llevó el tracking y toda una serie de innovaciones en el mundo de los efectos visuales con el llamado sistema Flame, que ya fue utilizado en algunas producciones como Super Mario Brothers (1993).
El tracking fue prosperando, y a inicios de los 90 ya se empezaba a utilizar en 3D. Al principio un matchmover profesional podía trabajar hasta unos 50 fotogramas por día y se tenía que utilizar diversas técnicas de control de movimiento en el rodaje. Era un proceso manual y por tanto muy lento e imperfecto, pero con la evolución de los ordenadores y su capacidad de hacer cálculos complejos el match moving también avanzó.
Una de las primeras producciones cinematográficas que utilizó el match moving fue Parque Jurásico (1993), donde la incorporación de efectos especiales era todo un reto, sobre todo en escenas de movimiento. 
Steve Sullivan y Eric Schafer desarrollaron el primer software de match moving, MARS7, el cual recibió un premio de la academia.
Actualmente la tecnología informática ha evolucionado notablemente y así también lo ha hecho el sistema de match moving, que cuenta con numerables softwares cada vez más avanzados y económicos para que los directores puedan trabajar libremente en relación con los movimientos de cámara.

## Actualidad
Hoy en día casi todas las producciones audiovisuales (anuncios, series, películas, videoclips ...) presentan una realidad modificada con elementos gráficos generados por ordenador (CGI), y esto es gracias a las facilidades que sistemas como el match moving están aportando a este mundo.
Actualmente el match moving ya está presente en el set de rodaje, lo que permite visualizar los elementos gráficos que se incorporarán a la producción mientras esta se está grabando. Esto beneficia tanto a directores como a actores ya que mientras se graba la escena por una parte el director ya tiene la certeza de cómo quedará el montaje final, y por otra el actor no debe ponerse a actuar delante de una pantalla verde y puede interactuar mucho mejor con los personajes u objetos no reales.

## Programas
Hoy en día podemos encontrar una gran cantidad de programas de match moving. Algunos de los más relevantes son: Take4D, Blender, Voodoo, VooCAT, Icarius, SynthEyes, 3DEqualizer, Acts, Boujou, NukeX, CamaraTracker y VideoTrace.

## Páginas externas
https://www.youtube.com/watch?v=8zEBTzeuDmM
- Datos: Q1813492